# Partidul Verde
Die Partidul Verde (PV) oder Verzii (deutsch Grüne Partei oder Die Grünen) ist eine grüne politische Partei in Rumänien.
Die Partidul Verde ist die einzige politische Partei in Rumänien, die Mitglied der Europäischen Grünen Partei (EPG) ist. Die Partei ist ordentliches Mitglied der EGP, vertreten durch die Grüne Fraktion im Europäischen Parlament. Die Partidul Verde hat eine Stimme im EGP-Rat, dem erweiterten Führungsforum der europäischen Grünen, die zweimal im Jahr zusammentritt.
| Wahljahr 2020        | Stimmen | %      | Mandate |
| -------------------- | ------- | ------ | ------- |
| Kreisratsvorsitzende | 61.419  | 0,84 % | —       |
| Bürgermeister        | 30.142  | 0,40 % | 1       |
| Bezirksräte          | 57.808  | 0,80 % | —       |
| Gemeinderäte         | 50.860  | 0,69 % | 117     |